# Bōgu
Bōgu (防具, armadura), propriamente chamado kendōgu (剣道具, "equipamento de kendo"), é o conjunto de armadura que é usado na prática do kendō, que é constituído por quatro partes: 面 (men), kote (小手), dō (胴) e tare (垂れ).

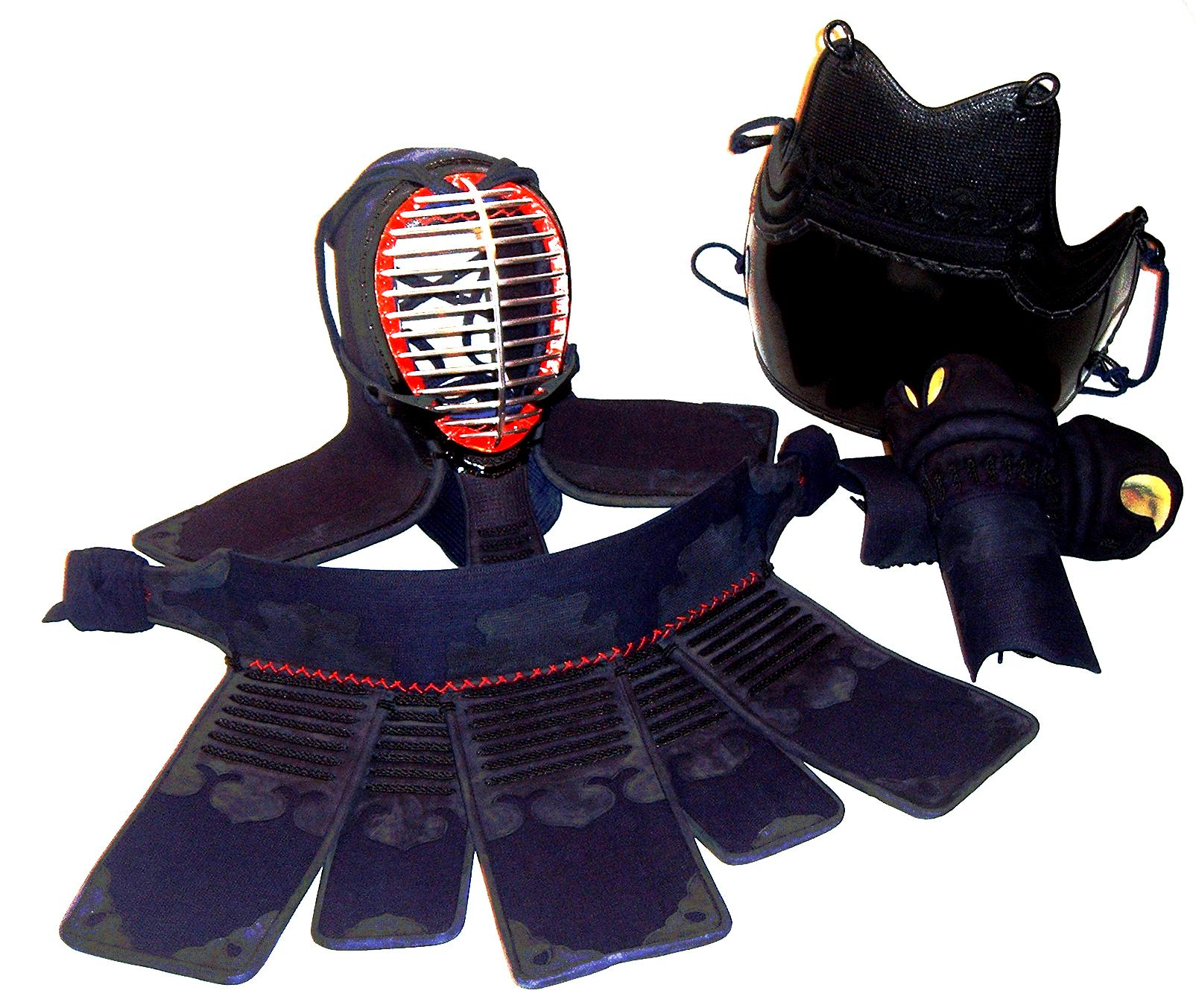
Armadura utilizada no kendō

O bōgu pode ser confeccionado na cor azul-marinho e branco, exceto o Dô, que pode vir com estampas ou desenho na parte frontal.

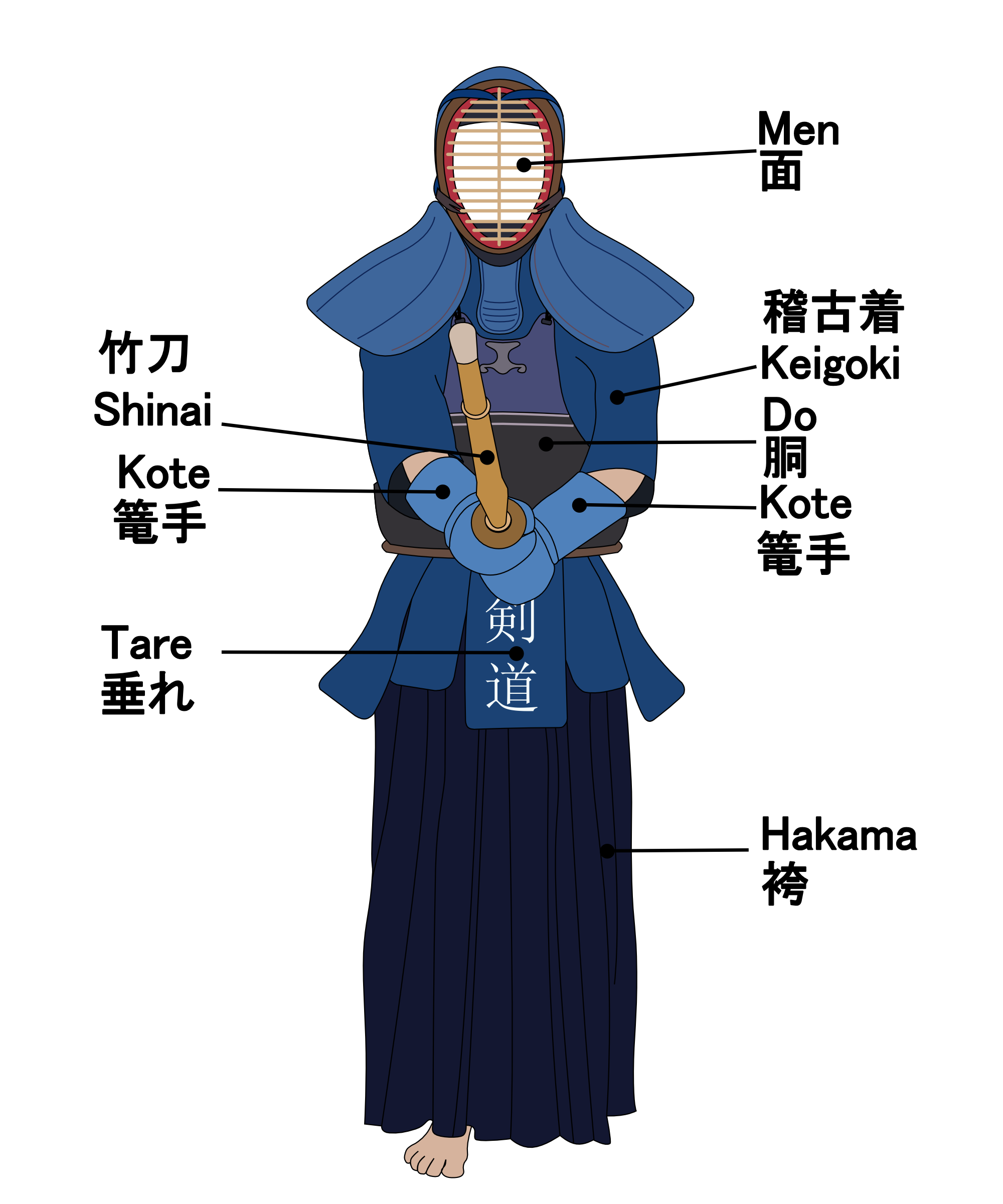
Diagrama

## Men
Men é a armadura que protege a cabeça, como um capacete. É feita com um material especial semelhante a um pano grosso(aproximadamente 1,0 cm a 2,0 cm)e resistente, para poder suportar os ataques.
A parte frontal do Men é um conjunto de protetores feitos de metal, com intervalos não muito largos para que o Shinai não passe, mas não muito estreito para não obstruir a visão do Kenshi. Um pouco abaixo desse protetor, existe o protetor para o golpe tsuki.
O Men tem um par de abas que servem para proteger os ombros.
É comum utilizar o Tenugüi (pano de algodão fino e retangular) na cabeça, embaixo do Men, para melhorar a aderência e absorver o suor.

## Kotê
Kotê é a armadura que protege as mãos e os punhos. É utilizado como uma luva.
A parte que protege as mãos é feita com um material macio, para que possa absorver o impacto na hora do golpe.
A parte que protege o punho é feita de um material mais rígido e acaba antes de cobrir todo o ante-braço.

## Dô
Dô é a armadura que protege o tronco. É feita de bambu e detalhes em couro.

## Tarê
Tarê é a armadura que protege da cintura até a coxa.
É muito freqüente o uso do Tarê name, um tipo de identificação com o nome de cada kenshi no Tarê.
Existem equipamentos adicionais que aqui não foram citados, mas podem ser utilizados de acordo com a necessidade do kenshi.